# 竹内郁夫 (実業家)
竹内 郁夫（たけうち いくお、1962年10月15日- ）は東洋紡代表取締役社長、日本紡績協会会長。

## 人物・経歴
香川県出身。1985年神戸大学経済学部卒業、東洋紡入社。2014年10月経営企画室長、2017年5月グローバル推進部勤務、同年TOYOBO CHINAに出向。2018年4月執行役員、機能膜・環境本部長。2020年4月常務執行役員、同年6月取締役兼常務執行役員に就任。2021年4月1日付で代表取締役。2023年日本紡績協会会長。